# سارگیس هوهانیسیان
سارگیس آرمائیسی هوهانیسیان (ارمنی: Սարգիս Արամայիսի Հովհաննիսյան؛ زادهٔ ۱۷ اوت ۱۹۶۸) یک بازیکن فوتبال و سرمربی اهل ارمنستان است.

## باشگاهی
از باشگاه‌هایی که در آن بازی کرده‌است می‌توان به آرارات ایروان، دینامو مسکو، لوکوموتیو مسکو و روبین کازان اشاره کرد.

## ملی
وی همچنین در تیم ملی فوتبال ارمنستان بازی کرده‌است. هوهانیسیان نخستین بازی ملی خود در چارچوب مرحله مقدماتی جام ملت‌های اروپا ۱۹۹۶ – گروه ۲ در تاریخ ۷ سپتامبر ۱۹۹۴ در آندرلشت در مقابل بلژیک انجام داده‌است.

## دستاوردها
- جام حذفی فوتبال روسیه همراه لوکوموتیو مسکو: ۱۹۹۵/۹۶، ۱۹۹۶/۹۷، ۱۹۹۹/۰۰، ۲۰۰۰/۰۱
- جام حذفی فوتبال روسیه فینال همراه لوکوموتیو مسکو: ۱۹۹۷/۹۸
- لیگ برتر فوتبال روسیه مدال برنز همراه لوکوموتیو مسکو: ۱۹۹۸
- لیگ برتر فوتبال روسیه نایب قهرمان همراه لوکوموتیو مسکو: ۱۹۹۹, ۲۰۰۰